# Кэннон, Ларри (баскетболист)
Лоуренс Т. «Ларри» Кэннон (англ. Lawrence T. "Larry" Cannon; 12 апреля 1947, Филадельфия, Пенсильвания, США — 29 мая 2024) — американский профессиональный баскетболист, играл в Американской баскетбольной ассоциации, отыграв четыре неполных из девяти сезонов её существования, а также один неполный сезон в Национальной баскетбольной ассоциации. Чемпион АБА в сезоне 1971/1972 годов в составе команды «Индиана Пэйсерс».

## Ранние годы
Ларри Кэннон родился 12 апреля 1947 года в городе Филадельфия (штат Пенсильвания), где учился в средней школе имени Авраама Линкольна, в которой играл за местную баскетбольную команду.
Умер 29 мая 2024 года в возрасте 77 лет.

## Статистика

### Статистика в НБА
| Сезон                                                                                    | Команда     | Регулярный сезон | Регулярный сезон | Регулярный сезон | Регулярный сезон | Регулярный сезон | Регулярный сезон | Регулярный сезон | Регулярный сезон | Регулярный сезон | Регулярный сезон | Регулярный сезон | Серия плей-офф | Серия плей-офф | Серия плей-офф | Серия плей-офф | Серия плей-офф | Серия плей-офф | Серия плей-офф | Серия плей-офф | Серия плей-офф | Серия плей-офф | Серия плей-офф |
| Сезон                                                                                    | Команда     | GP               | GS               | MPG              | FG%              | 3P%              | FT%              | RPG              | APG              | SPG              | BPG              | PPG              | GP             | GS             | MPG            | FG%            | 3P%            | FT%            | RPG            | APG            | SPG            | BPG            | PPG            |
| ---------------------------------------------------------------------------------------- | ----------- | ---------------- | ---------------- | ---------------- | ---------------- | ---------------- | ---------------- | ---------------- | ---------------- | ---------------- | ---------------- | ---------------- | -------------- | -------------- | -------------- | -------------- | -------------- | -------------- | -------------- | -------------- | -------------- | -------------- | -------------- |
| 1973/74                                                                                  | Филадельфия | 19               |                  | 17,6             | 38,6             |                  | 67,9             | 1,9              | 2,7              | 0,4              | 0,2              | 6,2              | Не участвовал  | Не участвовал  | Не участвовал  | Не участвовал  | Не участвовал  | Не участвовал  | Не участвовал  | Не участвовал  | Не участвовал  | Не участвовал  | Не участвовал  |
|                                                                                          | Всего       | 19               |                  | 17,6             | 38,6             |                  | 67,9             | 1,9              | 2,7              | 0,4              | 0,2              | 6,2              | Не участвовал  | Не участвовал  | Не участвовал  | Не участвовал  | Не участвовал  | Не участвовал  | Не участвовал  | Не участвовал  | Не участвовал  | Не участвовал  | Не участвовал  |
| Наведите курсор мыши на аббревиатуры в заголовке таблицы, чтобы прочесть их расшифровку. |             |                  |                  |                  |                  |                  |                  |                  |                  |                  |                  |                  |                |                |                |                |                |                |                |                |                |                |                |